# Andreas Augustsson
Eiton Andreas Augustsson (ur. 26 listopada 1976) – szwedzki piłkarz grający na pozycji obrońcy.
W swojej karierze rozegrał 114 spotkań i zdobył siedem bramek w Allsvenskan.